# Raahe
Raahe [ˈrɑːhɛ] (schwedisch Brahestad [ˈbrɑːhɛstɑːd]) ist eine finnische Stadt am Bottnischen Meerbusen. Sie gehört zur Landschaft Nordösterbotten und bedeckt unter Ausschluss der Meeresgebiete eine Fläche von 535,65 km², von der sich 8,34 km² über Binnengewässer verteilen.
Die Stadt ist vor allem wegen ihrer gut erhaltenen, historischen Holzhäuser bekannt. Auf dem Hauptplatz steht die 1888 von Walter Runeberg geschaffene Statue des Stadtgründers Per Brahe. Hinter dem Platz befindet sich die 1912 von Josef Stenbäck erbaute Stadtkirche. Im Heimatmuseum ist der älteste Taucheranzug der Welt ausgestellt. Der Asteroid (1786) Raahe ist nach der Stadt benannt.

## Einwohnerentwicklung
Entwicklung der Einwohnerzahl (Stand: 31. Dezember):
- 1990 – 18.328
- 2000 – 17.076
- 2002 – 16.569
- 2004 – 22.527

## Verkehr
Raahe ist mit dem finnischen Bahnstreckennetz durch die Strecke Tuomioja–Raahe verbunden. Der Personenverkehr wurde im Herbst 1966 eingestellt.

## Bilder

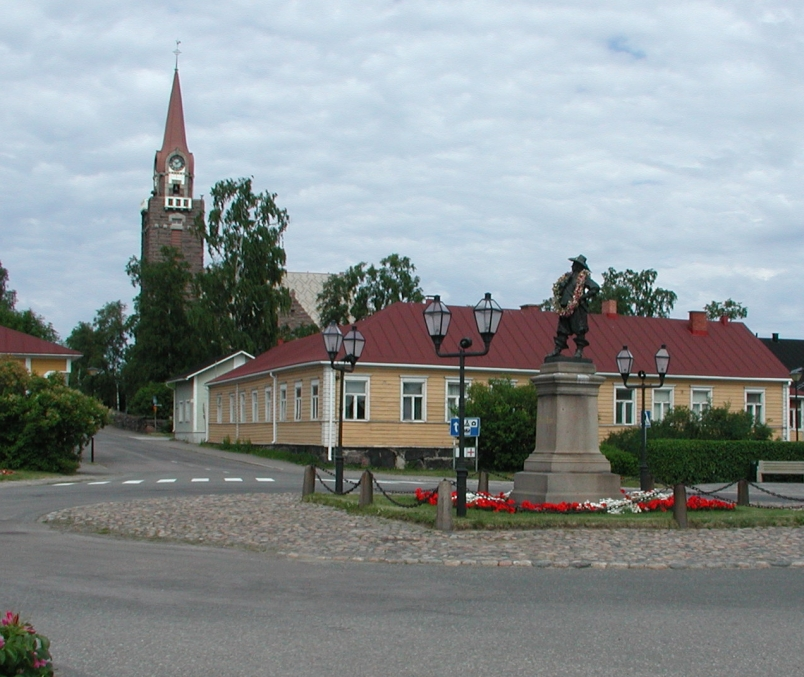
Altstadt und Kirche von Raahe
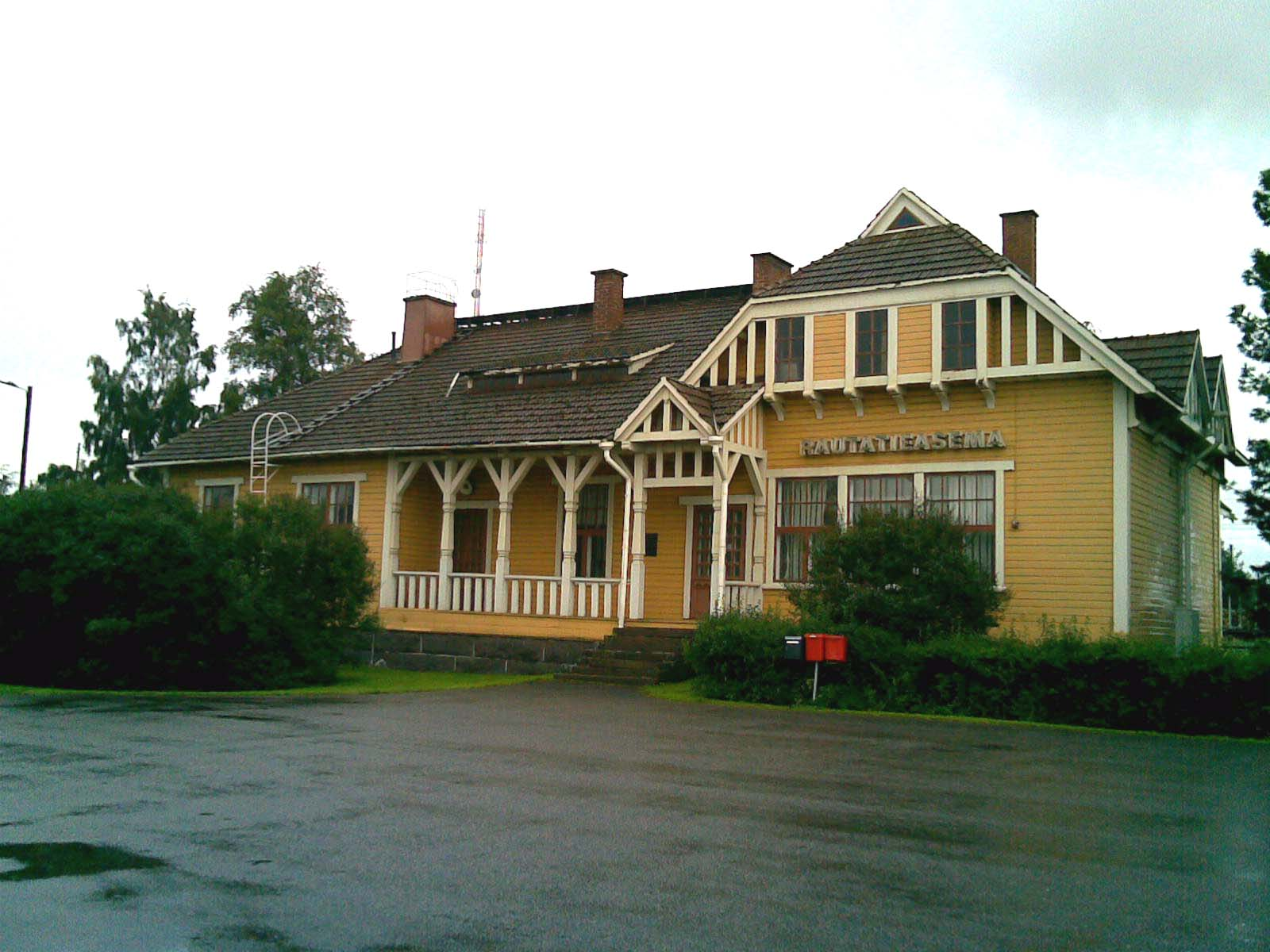
Bahnhof von Raahe

## Persönlichkeiten
- Joonas Donskoi (* 1992), Eishockeyspieler
- Heikki Kinnunen (* 1946), Schauspieler
- Janne Niinimaa (* 1975), Eishockeyspieler
- Miikka Salomäki (* 1993), Eishockeyspieler